# BMW・M52エンジン

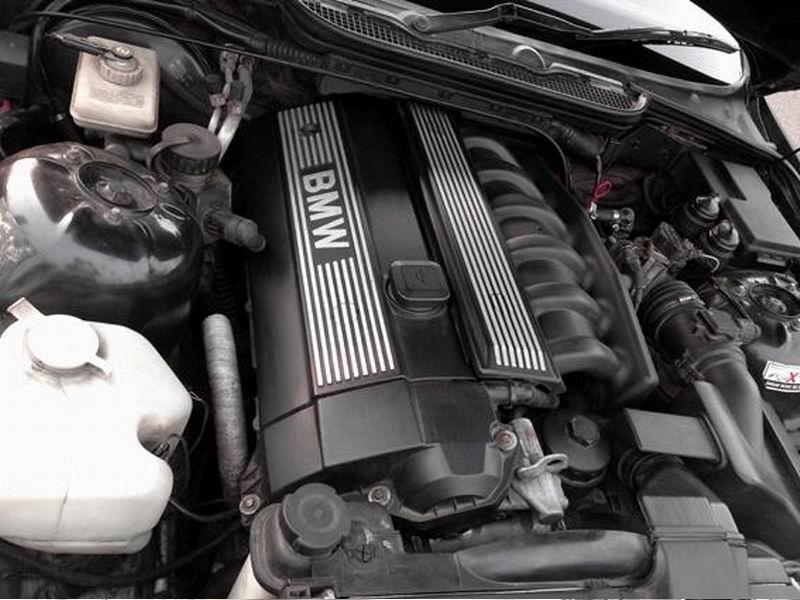
BMW M52エンジンの外観

BMW・M52エンジンとは、BMWの直列6気筒DOHCエンジンの系列である。
1994年から-2000年にかけて製造された。同エンジンはE36 320iにM50エンジンの置き換えとして搭載され、2000年頃からM54エンジンに置き換わっていった。

## 概要
以前のM50エンジンと比較すると、M52エンジンはアルミブロックを使用していることが挙げられる。（北アメリカで生産されたものは鋳鉄ブロック（BMW・Z3を含む））基本的にはM50TUエンジンの改良型であり、M50TUエンジン同様インテークカムシャフトへの可変バルブタイミング機構 (single VANOSとBMWは呼称している）を搭載している。
1998年にM52TU ("TU=テクニカルアップデート") がリリースされ、エキゾーストカムシャフトへの可変バルブタイミング機構 （dual VANOSとBMWは呼称している)が機能として新たに追加された。他の変更としては電子制御スロットル (スロットルケーブルはバックアップとして使用)、 2重長インテークマニホールド (DISAとBMWは呼称している) 、改良されたシリンダーライナーを使用している。
北米ではM52エンジンをベースとしたS52エンジンがE36 M3 やZ3に搭載して1996-1999年にかけて販売された。また、このエンジンのブロックをベースにアルピナは自社でチューニングを行った。
M52エンジンとS52エンジンはWard's 10 Best Enginesに1997年から2000年までリストインしていた。

## モデル
| エンジン 形式 | 内径                 | パワー                   | トルク                      | レッド ゾーン | ボア           | ストローク     | 圧縮比 | 生産 開始年 |
| ------------- | -------------------- | ------------------------ | --------------------------- | ------------- | -------------- | -------------- | ------ | ----------- |
| M52B20        | 1,991 cc (121 cu in) | 110 kW (150 bhp) @ 5,900 | 190 N⋅m (140 lb⋅ft) @ 4,200 | 6,500         | 80 mm (3.1 in) | 66 mm (2.6 in) | 11.0   | 1994        |
| M52TUB20      | 1,991 cc (121 cu in) | 110 kW (148 hp) @ 5,900  | 190 N⋅m (140 lb⋅ft) @ 3,500 | 6,500         | 80 mm (3.1 in) | 66 mm (2.6 in) | 11.0   | 1998        |
| M52B25        | 2,494 cc (152 cu in) | 125 kW (168 hp) @ 5,500  | 245 N⋅m (181 lb⋅ft) @ 3,950 | 6,500         | 84 mm (3.3 in) | 75 mm (3.0 in) | 10.5   | 1995        |
| M52TUB25      | 2,494 cc (152 cu in) | 125 kW (168 hp) @ 5,500  | 245 N⋅m (181 lb⋅ft) @ 3,500 | 6,500         | 84 mm (3.3 in) | 75 mm (3.0 in) | 10.5   | 1998        |
| M52B28        | 2,793 cc (170 cu in) | 142 kW (190 hp) @ 5,300  | 280 N⋅m (210 lb⋅ft) @ 3,950 | 6,500         | 84 mm (3.3 in) | 84 mm (3.3 in) | 10.2   | 1995        |
| M52TUB28      | 2,793 cc (170 cu in) | 142 kW (190 hp) @ 5,500  | 280 N⋅m (210 lb⋅ft) @ 3,500 | 6,500         | 84 mm (3.3 in) | 84 mm (3.3 in) | 10.2   | 1998        |

### M52B20
1,991 cc (121 cu in) で1994年にリリースされた。ボアは80 mm (3.1 in) 、ストロークは66 mm (2.6 in)。
搭載車両:
- 1994-1998 E36 320i
- 1995-1998 E39 520i

### M52TUB20
1998年リリースのテクニカルアップテート（TU）版でdual VANOSにより低回転トルクが増した。
搭載車両:
- 1998-2000 E46 320i, 320Ci
- 1998-2000 E39 520i
- 1999-2000 E36/7 Z3 2.0i

### M52B25
2,494 cc (152 cu in) で1994年にリリースされた。125 kW (168 hp)を発生し、ボアは84 mm (3.3 in) 、ストロークは
75 mm (3.0 in)。
搭載車両:
- 1995-1998 E36 323i,
- 1995-2000 E36/5 [6] 323ti
- 1995-2000 E39 523i

### M52TUB25
1998年にリリースされたテクニカルアップデート（TU）版。dual VANOSにより低回転トルクが増した。
搭載車両:
- 1998-2000 E46 323i, 323ci, 325i
- 1998-2000 E39 523i
- 1998-2000 E36/7 Z3 2.3i

### M52B28
2,793 cc (170 cu in) で1995年に登場した。ボアは84 mm (3.3 in)、ストロークは84 mm (3.3 in)で最高出力は142 kW (190 hp)
搭載車両:
- 1995-1998 E36 328i, 328is
- 1995-1998 E39 528i
- 1995-1998 E38 728i, 728iL
- 1997-1998 E36/7 Z3 2.8

### M52TUB28
1998年にリリースされたテクニカルアップデート（TU）版で、dual VANOSにより低回転トルクが増した。
搭載車両:
- 1998-2000 E46 328i, 328Ci
- 1998-2000 E36/7/8 Z3 2.8
- 1998-2000 E39 528i
- 1998-2000 E38 728i

## S52
S52B30エンジンは、M52のハイパワーバージョンで、S50B30エンジンの代わりに1996-1999年にわたって北米のE36M3に使用された。S50B30ほど高出力ではなかった。鋳鉄のシリンダーブロックとアルミ製シリンダーヘッドを採用し、シングルVANOS仕様であった。排気量は3,152ccでボア・ストロークは、86.4mm×89.6mm。出力は6,000 rpmで240 hp（179 kW）、トルクは3,800 rpmで236 lb・ft（320 N・m）であった。M52からは、軽量カムシャフト、ピストンリング、バルブスプリング、排気システムが変更されている。また、当エンジンのブロックを基にアルピナは自社でチューニングを行っていた。
- 1996-1999 E36 M3（カナダおよび米国のみ）
- 1998-2000 E36 / 7/8 Z3M（カナダおよび米国のみ）

## ニカシル問題（硫黄を含むガソリンによる摩耗異常）
ニカシル（Nikasil）とは、エンジン部品、主にピストン、エシリンダーライナー用の親油性の電着表面コーティングの商標で、ニッケル合金炭化ケイ素コーティングのことである。
アルミニウムブロックを採用したM52エンジンは、1990年代後半に、ガソリンに高レベルの硫黄が含まれている環境でクレームを受けた。硫黄はニカシル処理をしたシリンダーライナー等を腐食してしまい、ボアライナーの早期摩耗等で多くの初期のM52およびM60エンジンのダメージに繋がった。 
BMW Z3で使用しているアメリカ合衆国で製造されたM52エンジンは鋳鉄ブロックを採用しているため(M52B28を使用しているZ3を除く：同エンジンはアルミニウムブロックを採用)、ニカシル問題の影響は出ない。
高硫黄ガソリン市場向け（主に発展途上国）エンジンの最終的なニカシル問題対策は、アルミニウムブロック内のシリンダーライナーの改良で対応した。 シリンダーライナーを除いて、M52エンジンの基本的なアルミニウムブロックはすべてのマーケットで同一だったものの、シリンダーライナーとボアライナーは改良をしていないものでは影響が大きかった。 
M52TUエンジン(全マーケットでアルミニウムブロックを使用) ではシリンダーライナーを改良しニカシル問題の影響は受けない。